# Zoológico de Minsk
El Zoológico de Minsk (en bielorruso: Мінскі заапарк) está ubicado en una zona al sureste de la ciudad de Minsk cerca del río Svislach, en Bielorrusia.
Ocupa una superficie de 17,5 hectáreas con límites perimetrales de los cuales 6 hectáreas sirven para exhibiciones de animales (la parte llamada "viejo zoológico" construido durante 1980 por la Fábrica de Automóviles de Minsk, y "Zoológico Nuevo", construido en 2001-2002) y una superficie total de 42 ha, asignada para un mayor desarrollo futuro del zoológico.